# Chan Santokhi
Pour les articles homonymes, voir Santokhi.
Chandrikapersad Santokhi, dit Chan Santokhi, né le 3 janvier 1959 à Lelydorp, est un homme d'État surinamais. Ancien commissaire de police, il est président de la République du 16 juillet 2020 au 16 juillet 2025. Il est membre du Parti de la réforme progressiste.

## Biographie

### Origines et vie privée

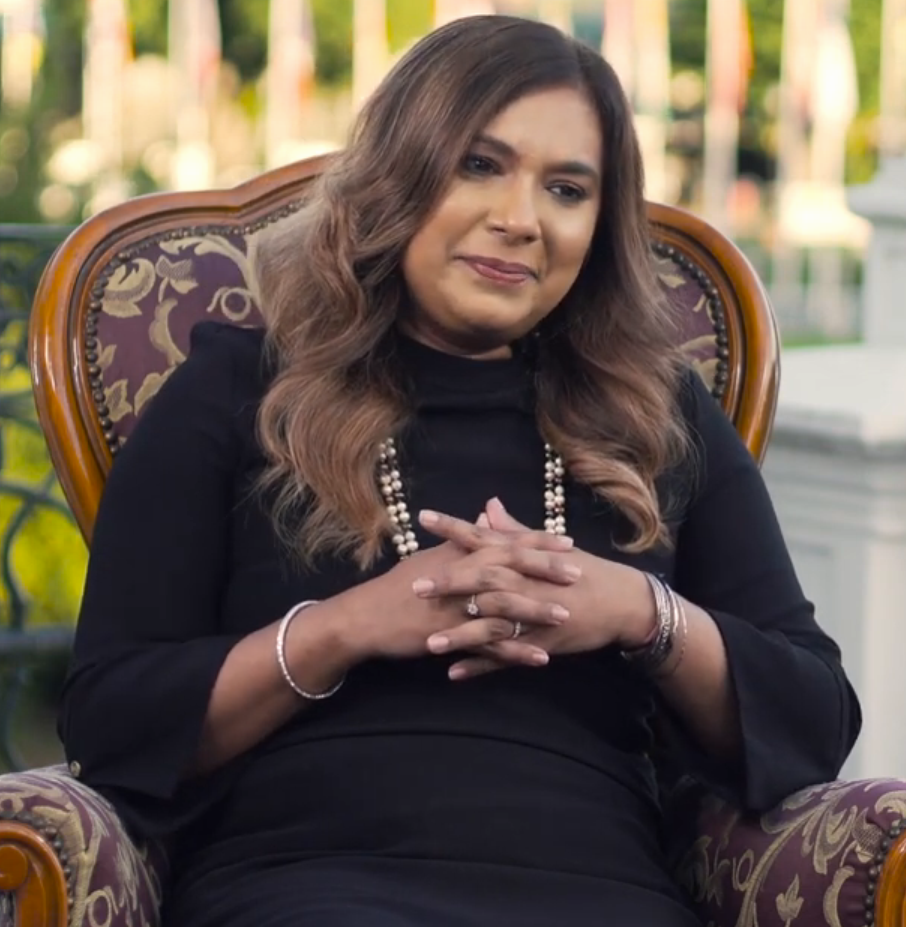
Mellisa Santokhi-Seenacherry, 2020.

Chan Santokhi s'est marié en 2020 avec sa compagne de longue date, Mellisa Seenacherry, avocate de profession.

### Carrière policière
Après avoir terminé l'école secondaire à Paramaribo, Santokhi reçoit une bourse pour étudier aux Pays-Bas. De 1978 à 1982,  il suit une formation à l'Académie de police des Pays-Bas à Apeldoorn dans la province de Gueldre. Après avoir terminé ses études, Santokhi retourne au Suriname en septembre 1982 pour travailler dans la police. Dès l'âge de 23 ans, Santokhi est nommé inspecteur de police dans le district de Wanica. En 1989, il est nommé chef de la police judiciaire nationale. En 1991, il est élevé au rang de commissaire de police en chef.

### Ministre de la Justice
En septembre 2005, Santokhi est nommé ministre de la Justice et de la Police comme membre du Parti de la réforme progressiste (VHP). Son passage au ministère est marqué par une forte offensive contre la criminalité, en particulier contre le trafic de drogue avec l'application rigoureuse de la loi et de l'ordre. Desi Bouterse le surnomme « le shérif ».
Il diligente également l'enquête sur les massacres de décembre 1982 au début de son mandat de ministre et installe pour cela un tribunal dans la banlieue de Domburg.

### Élections de 2010
Lors des élections de 2010, Santokhi obtient, en dépit d'être placé en bas de la liste des candidats du Parti de la réforme progressiste, le plus grand nombre de votes derrière Desi Bouterse. En juillet de cette année, il est désigné candidat à la présidence au nom du Nieuw Front, coalition politique dont fait partie le VHP. Lors de l'élection présidentielle qui suit, Santokhi est opposé à Desi Bouterse, qui est finalement élu.

### Représentant de la CICAD
À partir de 1995, Santhoki est le représentant officiel de la Commission inter-américaine pour le contrôle du trafic de drogues (CICAD), une institution autonome de l'Organisation des États américains, qui coordonne la politique de lutte contre le trafic de drogues dans l'hémisphère occidental. En 2009, Santokhi est élu vice-président de cette organisation, puis président l'année suivante.

### Président du Parti de la réforme progressiste
Le 3 juillet 2011, Santokhi est élu président du Parti de la réforme progressiste. Réunissant à l'origine seulement des membres de la communauté indienne, le parti voit le nombre de ses adhérents augmenter à partir de la nomination de Santokhi comme président. 

### Élections de 2020
Lors des élections législatives de mai 2020, le VHP remporte vingt des cinquante et un sièges de députés et devient le principal parti politique surinamien. Le 13 juillet suivant, Santokhi est le seul candidat à l'élection présidentielle, l'opposition ayant refusé de participer à l'élection en proposant un candidat. Il est donc élu par acclamation.

### Président de la République

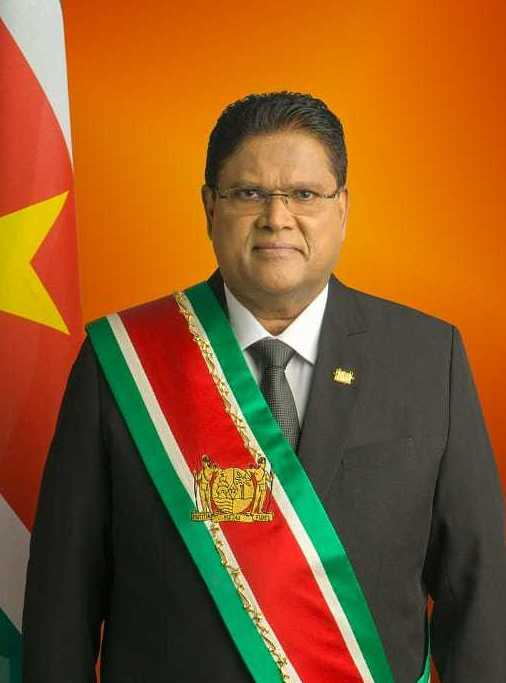
Portrait officiel de Chan Santokhi.

Chan Santokhi est investi président de la république du Suriname le 16 juillet 2020, succédant à Desi Bouterse.
Un programme de restructuration économique est prévu après un accord avec le Fonds monétaire international (FMI) pour un prêt de 690 millions de dollars sur plusieurs années. Le gouvernement se trouve contraint d'adopter des réformes fiscales avec notamment la suppression des subventions pour l'électricité, l'eau et l'essence. Des manifestations, tournant parfois à l'émeute, se produisent en février 2023 en protestation contre la détérioration du niveau de vie. Le Suriname est plongé dans une grave crise économique, avec une inflation galopante et une dette extérieure qui a explosé. 
Son parti perd les élections législatives de mai 2025 face au Parti national démocratique et Jennifer Geerlings-Simons, élue le 6 juillet, lui succède comme présidente le 16 juillet.